# كارل شيل (ملحن)
كارل شيل (و. 1864 – 1936 م) هو ملحن، وموزع (موسيقى) سويسري، ولد في فرايبورغ، يستخدم آلات أورغن، توفي في بازل، عن عمر يناهز 72 عاماً.